# Transit-versterkende cel

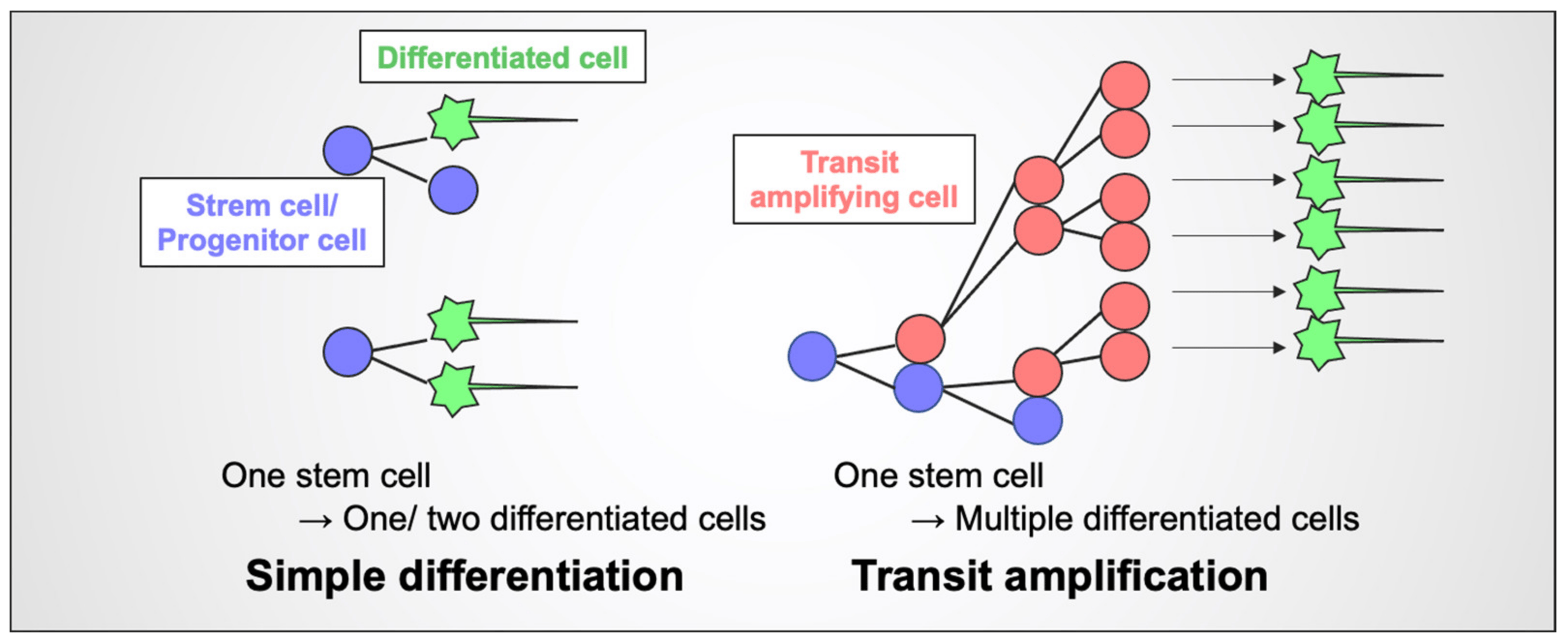
Links: Het eenvoudige differentiatiemodel, zoals bij directe neurogenese van de zich ontwikkelende hersenen, is een proces waarbij één stamcel één stamcel en één gedifferentieerde cel (boven) of twee gedifferentieerde cellen (onder) genereert.
Rechts: In het transitamplificatiemodel vormt één stamcel één stamcel en één transit-versterkende cel; de laatste ondergaat vervolgens een reeks celdelingen om meer gedifferentieerde cellen te produceren.

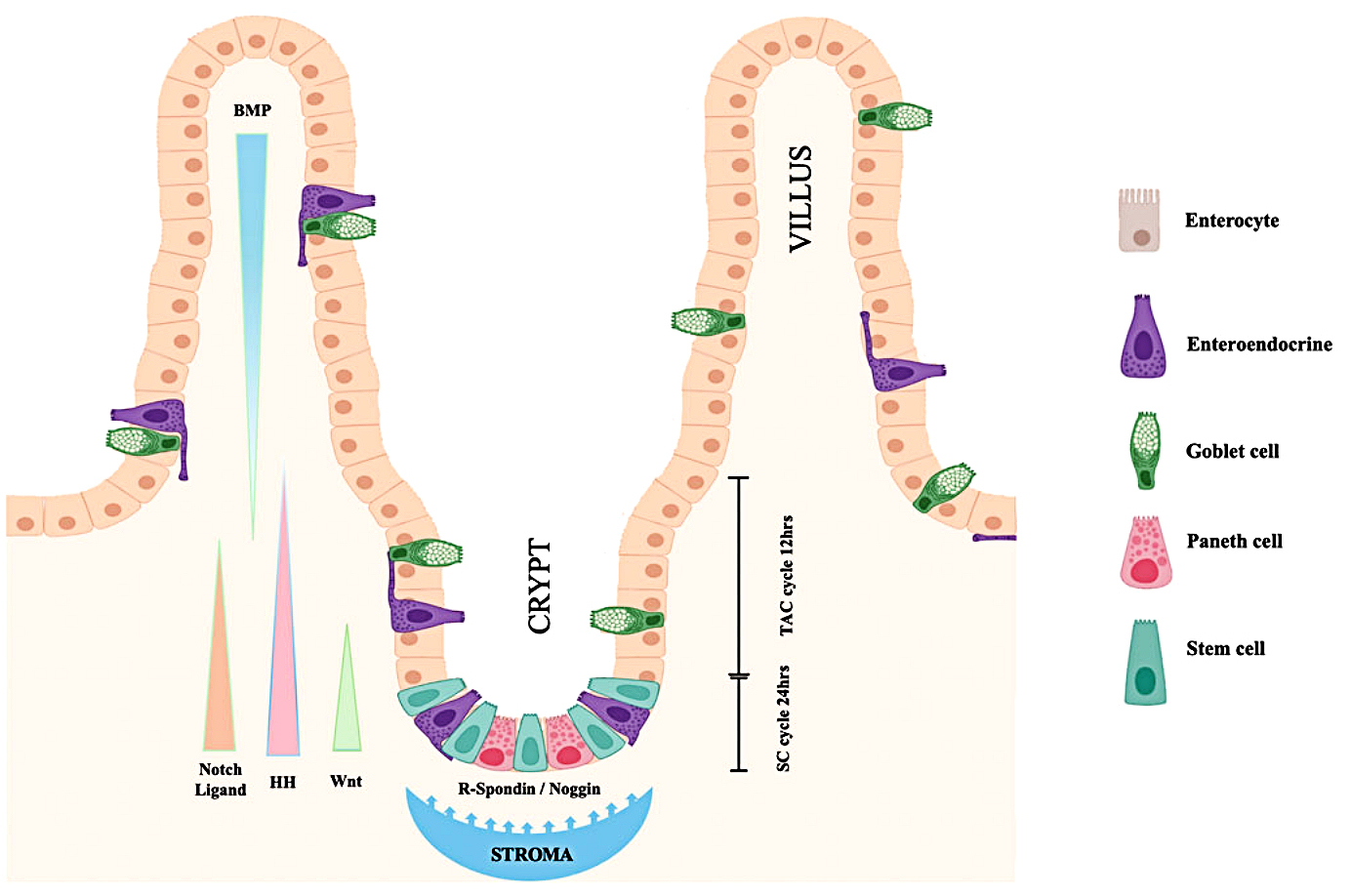
Celvervanging en proliferatie in het darmepitheel. TAC: transit-versterkende cel. SC: stamcel.

Een transit-versterkende cel (Engels: transit amplifying cell) is een cel die iets meer gedifferentieerd is dan een neurale stamcel en kan asymmetrisch delen voor het vormen van postmitotische neuroblasten en glioblasten, evenals andere transit-versterkende cellen.
In volwassen weefsels prolifereren stamcellen zeer langzaam binnen "stamcelniches", maar tijdens de ontwikkeling en regeneratie van weefsel, voordat ze gedifferentieerde cellen laten ontstaan, veranderen ze eerst naar een multipotente en meer proliferatieve staat, bekend als transit-versterkende cellen, deze cellen kunnen worden gedefinieerd als een niet-gedifferentieerde, prolifererende celpopulatie in de overgang tussen stamcellen en gedifferentieerde cellen. In volwassen weefsels met een hoge turn-over fluctueren stamcellen van een rustige staat naar een celdeling eens per 1-5 dagen, terwijl transit-versterkende cellen worden gekenmerkt door kortere verdubbelingstijden. Transit-versterkende cel en negatieve feedback in een stamcelsysteem bij gewervelden werden voor het eerst beschreven in hematopoëse, waar, wanneer een tekort aan rode bloedcellen, witte bloedcellen of bloedplaatjes wordt waargenomen, voorlopercellen worden geactiveerd en prolifereren om het juiste aantal cellen van de verschillende lijnen te herstellen.

## Epidermale stamcellen
Epidermale stamcellen delen zich willekeurige in stamcellen of transit-versterkende cellen, waardoor er meer stamcellen of transit-versterkende cellen ontstaan. Sommige van de transit-versterkende cellen blijven prolifereren en differentiëren en migreren naar het oppervlak van de opperhuid.

## Haarzakjes

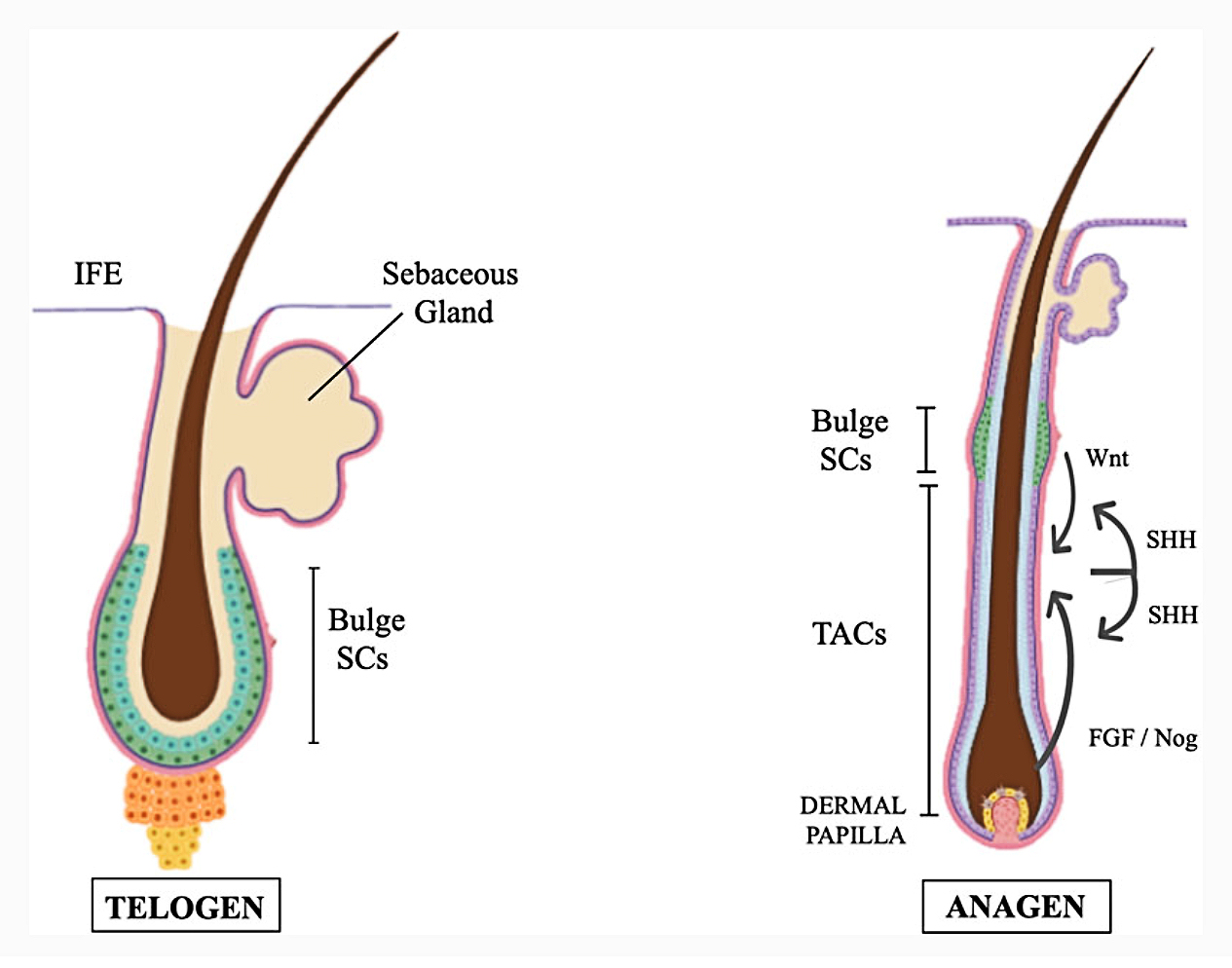
Haarzakjes. TACs:Transit-versterkende cellen

Haarzakjes ondergaan natuurlijke regeneratie bij volwassen zoogdieren en net als in de kale opperhuid zijn de kolonievormende cellen van haarzakjes op de menselijke hoofdhuid holoklonen (volwassen stamcellen) of meroklonen en paraklonen (transit-versterkende cellen). Elk haarzakje is een individuele entiteit, met zijn eigen volwassen stamcellen die transit-versterkende cellen en gedifferentieerde celnakomelingen genereren op goed gedefinieerde anatomische posities. Bovendien wisselen haarzakjes tussen vernietiging (catageen), rust (telogeen) en hergroei (anageen). Als zodanig werd het haarzakje een goed model om de rol van volwassen stamcellen en transit-versterkende cellen te onderzoeken tijdens de regeneratie van zoogdierweefsel. Enkele honderden volwassen stamcellen zijn geconcentreerd in een regio die overeenkomt met de positie van de uitstulping wanneer deze anatomische structuur kan worden geïdentificeerd. Sommige van deze volwassen stamcellen hebben een uitgebreid groeipotentieel, aangezien ze ten minste 130 verdubbelingen kunnen ondergaan. Meer specifiek bevatten telogene haarzakjes rustende volwassen stamcellen die zich in de haarbulbus bevinden, terwijl er in anageen meer activeringsgevoelige volwassen stamcellen bestaan die anatomisch in de haarkiem direct onder de haarbulbus zijn gelegen. Transit-versterkende cellen zijn niet aanwezig in telogene haarzakjes en zijn een anageen-specifieke populatie. Bij anageen-intrede worden transit-versterkende cellen geproduceerd door de volwassen stamcellen die zich in de haarkiem bevinden. Tijdens anageen prolifereren transit-versterkende cellen en genereren ze verschillende typen gedifferentieerde cellen. Tijdens catageen worden transit-versterkende cellen vernietigd en worden haarzakjes terug gemodelleerd naar hun telogene structuur. De aanwezigheid van echte volwassen stamcellen alleen in de haarbulbus is controversieel. Klinisch bewijs geeft aan dat haarbulbus volwassen stamcellen de hele opperhuid kunnen regenereren. Bij diep verbrande patiënten die de huidbedekking hebben verloren, kan de opperhuid zich hervormen, op voorwaarde dat de haarbulbussen niet zijn aangetast. Ongeacht dit, suggereerden sommige auteurs, gebaseerd op een zorgvuldige karakterisering van cellen in de haarfollikel van volwassen muizen, het bestaan van verschillende volwassen stamcelpopulaties die zich in verschillende regio's van de haarfollikel bevinden en gedefinieerd worden door verschillende eiwitexpressie en genpromotoractiviteit.

## Limbus corneae epitheliale stamcellen

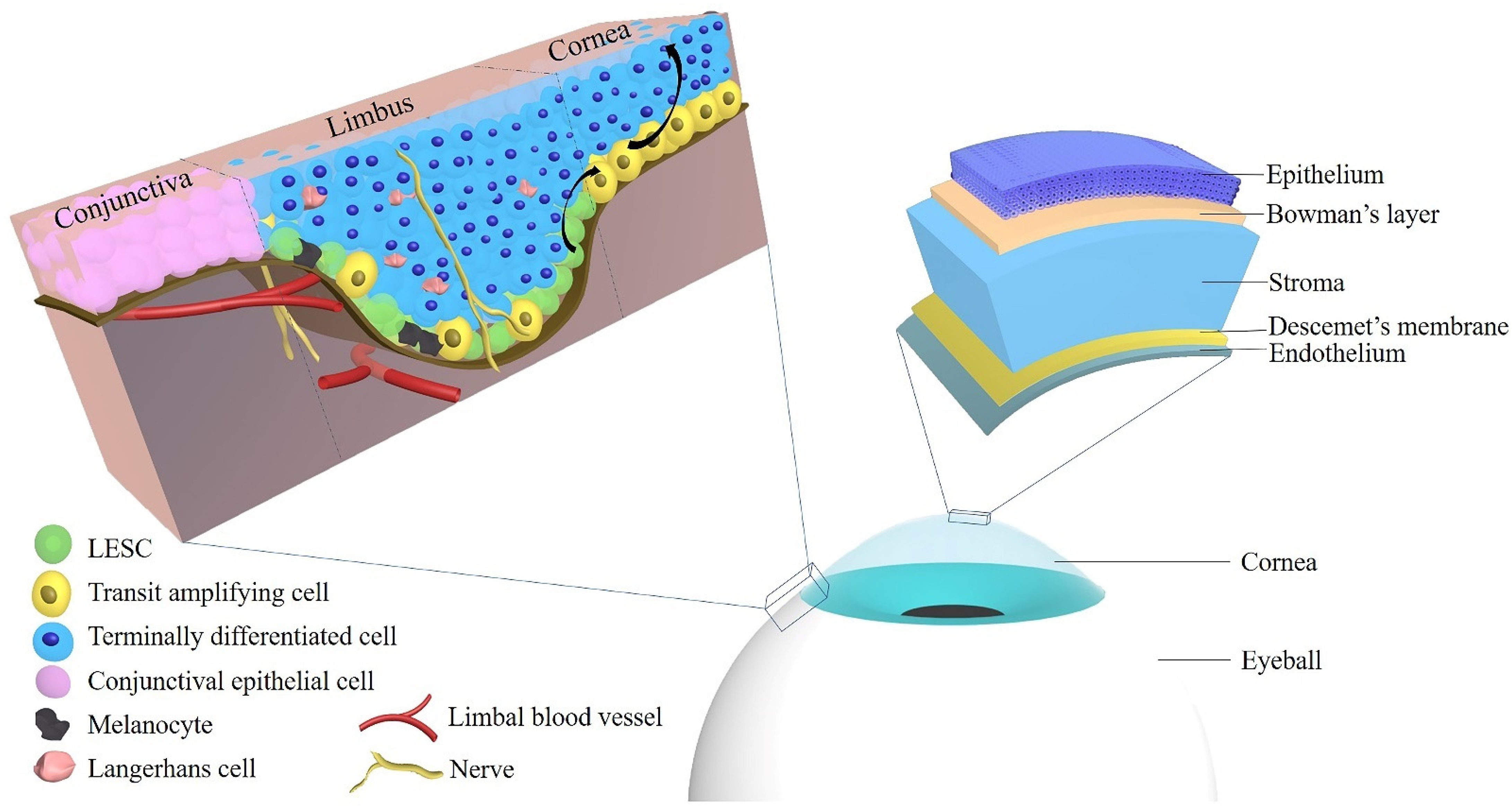
Limbus corneae epitheliale stamcellen (LESC). De limbus cornea is de overgangszone tussen het hoornvlies en de sclera van de oogbol.

In het menselijk hoornvlies wordt de regeneratie van het cornea-epitheel gereguleerd door het stamcelreservoir van de limbus cornea, de overgangszone tussen het hoornvlies en de sclera van de oogbol. Ook hier zijn transit-versterkende cellen betrokken bij de regeneratie van het cornea-epitheel.

## Hersenschors

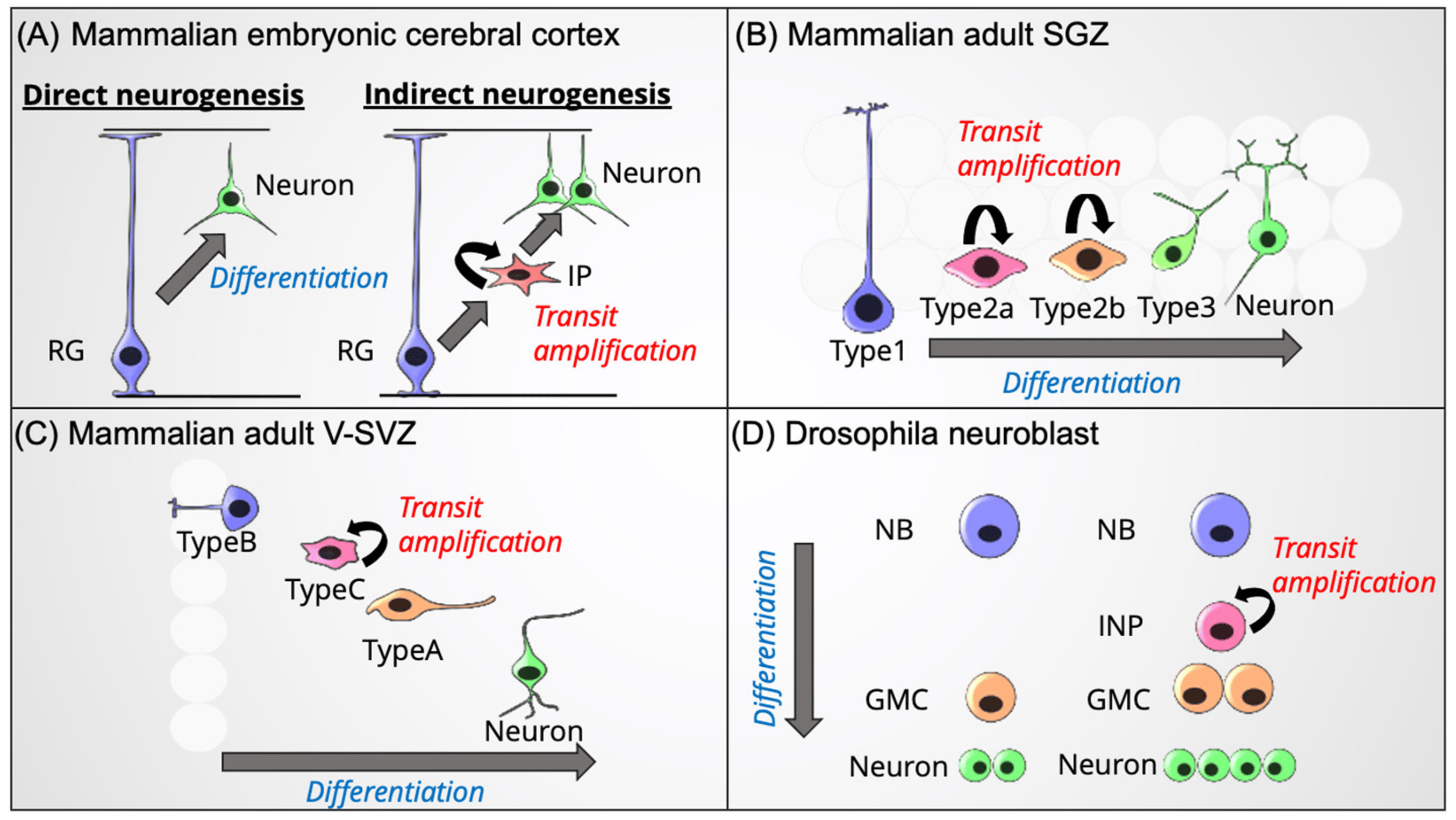
Illustraties van transit-versterkende celsystemen in de hersenschors. radiale gliacel (RG), intermediaire voorlopercel (IP), subgranulaire zone (SGZ), ventrale subventriculaire zone (V-SVZ), neuroblast (NB), intermediaire neurale voorlopercel (INP), ganglionmoedercel (GMC).